# Zoo de Stropkov
Le Zoo de Stropkov,officiellement ZOO park Stropkov, est un des cinq jardins zoologiques de Slovaquie. Il a été créé en 1984  dans la ville de Stropkov. On peut y voir une quarantaine de vollières. En 2009, le tigre en captivité le plus vieux d'Europe y est décédé à l'äge de 24 ans.